# Ivan Vigovski
Ivan Vigovski (ukrajinsko Іван Виговський, Ivan Vygovskyj, poljsko Iwan/Jan Wyhowski) je bil med rusko-poljsko vojno (1654–1667) od leta 1657 do 1659 hetman Zaporoških kozakov, * neznano, Vigiv, Republika obeh narodov, † 16. marec 1664, Korsun-Ševčenkivski, Kozaški hetmanat.
Bil je naslednik slavnega zaporoškega hetmana in vodje upora Bogdana Hmelnickega. Kot hetman je vodil Poljski naklonjeno politiko in bil zato poražen v sporih z Rusiji naklonjenimi kozaki. 

## Poreklo
Vigovski je bil rojen na družinskem posestvu Vigiv pri Korostenu, Kijevsko vojvodstvo, Republike obeh narodov, kot sin Ostapa Vigovskega, podregenta Kijevske trdnjave. Obstaja tudi možnost, da je bil rojen na drugem družinskem posestvu, Hoholivu, v bližini Poltave. Ostap Vigovski je imel še tri sinove in hčerko. Po propadu Ivana Vigovskega so bili vsi izgnani v Sibirijo.

## Šolanje
Študiral je na Kolegiju Kijevskega bratstva in je ob ukrajinščini izvrstno govoril tudi staro cerkveno slovansko, poljsko, latinsko in rusko. Bil je tudi kaligraf in kasneje glavni finančni podpornik Kolegija.

## Vojaška služba
Med službovanjem v poljski vojski so ga maja 1648 v bitki pri Žolti vodi ujele uporniške kozaške sile Bogdana Hmelnickega. Zaradi dobre izobrazbe  in vojaških izkušenj so ga osvobodili in ga imenovali za generalnega sekretarja (pisarja) kozakov in enega od najbližjih svetovalcev Bogdana Hmelnickega.
Po smrti Hmelnickega je bil Izvoljen za hetmana. Kot hetman je poskušal najti protiutež vseprisotnemu ruskemu vplivu, ki se je v Ukrajini začel po sklenitvi Perejaslavskega sporazuma leta 1654. Medtem ko so kozaška elita in cerkvene oblasti podpirale Poljski naklonjeno politiko,  so množice in kozaška vojska ostajali zelo sumničavi in zamerili Poljakom dolgoletne poskuse pokatoličevanja in prisilnega spreminjanja v kmetstvo. Nekaj kozakov pod vodstvom Jakoba Barabaša je za Vigovskega protikandidata predlagalo Martina Puškarja, polkovnika Poltavskega polka. Odpor proti uradnemu hetmanu se je stopnjeval in dosegel vrh v vojni med vojskama obeh struj junija 1658. Zmagala je vojska Vigovskega. Puškar je v vojni padel, Barabaš pa je pobegnil, vendar so ga kasneje ujeli in usmrtili. Bratomorna vojna je zahtevala 50.000 mrtvih. 
Po konsolidaciji oblasti v Ukrajini je Vigovski poskušal doseči sprejemljiv dogovor s Poljaki. Na spodbudo  svojega aristokratskega prijatelja Jurija Nemirihova se je začel pogajati s poljsko vlado. Pogajanja so se končala s podpisom Hadjaškega sporazuma  16. septembra 1658. Ukrajina naj bi kot Veliko rusko vojvodstvo postala tretja in avtonomna članica poljsko-litovske Republike obeh narodov pod vrhovno suverenostjo poljskega kralja, vendar z lastno vojsko, sodišči in državno blagajno. Poleg tega naj bi pravoslavne vernike obravnavali enako kot katoličane. Sporazum bi kozakom zagotovil  samostojnost in dostojanstvo v obsegu, ki ga že več stoletij niso poznali.
Hadijaški sporazum ni bil  nikoli udejanjen. Po podpisu je Ukrajino napadla ogromna ruska vojska pod poveljstvom bojarja, ki je bila v bitki pri Konotopu odločilno poražena. Vigovski zmage ni uspel izkoristiti, ker je ruska vojska še zasedala več kozaških mest, njegovi zavezniki Tatari pa so se vrnili na Krim. Poleg tega so med kozaki znova izbruhnili proruski nemiri, ki jih je vodil Ivan Bogun. Leta 1659 Vigovski ni več obvladoval nevarnih in kaotičnih sil, ki so se borile za oblast v Ukrajini. Odstopil je s položaja hetmana in se umaknil na Poljsko. Leta 1660 je bil imenovan za vojvodo Kijevskega vojvodstva in na tem položaju ostal do svoje smrti leta 1664. Kijev sam so v tem obdobju zasedale ruske čete, potem ko sta vojvodi Vasilij Šeremetev in Jurij Barjatinski uspela odbiti dva napada Vigovskega in napad Poljakov.
Vigovskega njegova služba v vojski poljsko-litovske države in prostovoljna predaja oblasti nista zaščitili. Leta  1664 ga je  kozaški hetman Pavlo Teterja, ki je v Vigovskem videl potencialnega tekmeca, pred poljskimi oblastmi obtožil izdaje in poskusa sprave z Rusijo in ruskimi privrženci. Poljski polkovnik Sebastjan Mahovski je Vigovskega aretiral in usmrtil, s čimer je Vigovski postal še ena žrtev bratomorna vojne, ki je opustošila Ukrajino v drugi polovici 17. stoletja.

## Vira
References[edit source]
- Subtelny, Orest (1988). Ukraine: A History. Toronto: University of Toronto Press. ISBN 0-8020-5808-6.
- "Vyhovsky" v Encyclopedia of Ukraine

| Ivan Vigovski Rojen: neznano Umrl: 16. marec 1664 |                             |                             |
| Vladarski nazivi                                  |                             |                             |
| Predhodnik: Jan "Sobjepan" Zamojski               | Vojvoda Kijeva 1660–1664    | Naslednik: Štefan Čarniecki |
| Predhodnik: Jurij Hmelnicki                       | Hetman Ukrajine 1657–1659   | Naslednik: Jurij Hmelnicki  |
| Predhodnik: ustanovitev                           | Generalni kancler 1649–1657 | Naslednik: ukinitev         |